# Модель Удзавы — Лукаса

Хирофуми Удзава

Модель Удзавы — Лукаса (модель Лукаса англ. Uzawa—Lucas model) — двухсекторная модель эндогенного экономического роста в условиях совершенной конкуренции, показывающая возможность существования устойчивого экономического роста, обусловленного внешними эффектами от накопления персонифицированного человеческого капитала в секторе образования. В модели показано, что решения экономических агентов об уровне образования могут быть источником устойчивого экономического роста наряду с научно-техническим прогрессом. Модель Удзавы — Лукаса  вклад в изучение человеческого капитала и внешних эффектов от него. Первоначальная версия модели была разработана Хирофуми Удзавой в 1965 году, которая затем была существенно дополнена Робертом Лукасом в 1988 году.

## История создания
После того, как Пол Ромер разработал модель обучения в процессе деятельности, исследователи обратились к теме внешних эффектов от запаса капитала, с помощью которых можно было показать возможность наличия устойчивых темпов роста без экзогенно задаваемых темпов научно-технического прогресса. В модели Ромера внешние эффекты происходили от совокупного физического запаса капитала и через эффект перелива знаний распространялись на всю экономику. Будущий лауреат Нобелевской премии по экономике Роберт Лукас предложил иное толкование: по его мнению, внешние эффекты происходили от человеческого капитала. За основу он взял модель Хирофуми Удзавы, изложенную в работе «Оптимальные технические изменения в агрегированной модели экономического роста», изданной в журнале International Economic Review в январе 1965 года. В модели Удзавы рассматривалась экономика, в которой темпы научно-технического прогресса зависят от доли трудовых ресурсов, занятых в образовательном секторе. Однако в модели Удзавы была постоянная отдача от физического и человеческого капитала была постоянной, а внешние эффекты отсутствовали. Роберт Лукас изложил свою модель в лекциях в Кембриджском университете в 1985 году, её основные положения были позже изложены в работе «О механике экономического развития», изданной в журнале Journal of Monetary Economics в июле 1988 года. Лукас добавил в модель Удзавы внешний эффект от среднего уровня образования в экономике, тем самым существенно усложнив её: теперь отдача от капитала стала переменной во времени, индивидуальная и общественная отдача от образования стали различными, и, следовательно, решения для конкурентной и централизованной экономики стали различными. Похожая постановка в модели, предложенной другим будущим лауреатом Нобелевской премии по экономике Полом Кругманом в 1987 году, однако в постановке Лукаса более четко обозначен внешний эффект от образования, считающийся внешним для каждого отдельного производителя, но при этом являющийся результатом решения экономических агентов. Итоговую модель назвали моделью «Удзавы — Лукаса» (также встречается название «модель Лукаса»).

## Описание модели

### Базовые предпосылки модели
В модели рассматривается закрытая экономика. Фирмы максимизируют свою прибыль, а потребители — полезность. Экономика функционирует в условиях совершенной конкуренции. Производится только один продукт {\displaystyle Y}, используемый, как для потребления {\displaystyle C}, так и для инвестиций {\displaystyle I}. В качестве работника и потребителя в модели выступает бесконечно живущий индивид (или домохозяйство). Предполагается, что между разными поколениями существуют альтруистические связи, при принятии решений домохозяйство учитывает ресурсы и потребности не только настоящих, но и будущих своих членов, что делает его решения аналогичным решениям бесконечно живущего индивида. Фискальная политика в модели отсутствует. Время {\displaystyle t} изменяется непрерывно.
Предпосылка о закрытой экономике означает, что произведенный продукт тратится на инвестиции и потребление, экспорт/импорт отсутствуют, сбережения равны инвестициям: {\displaystyle S=I}, {\displaystyle C=cL}, {\displaystyle Y=C+I}.
Производственная функция задается следующей формулой:
{\displaystyle Y_{t}=AK_{t}^{\alpha }(uH_{t})^{1-\alpha }{\bar {h_{t}}}^{\beta }},
где {\displaystyle A} — технологический параметр, {\displaystyle A=const}, {\displaystyle K_{t}} — совокупный запас физического капитала, {\displaystyle u} — доля населения, занятого в производстве, {\displaystyle 0<u<1}, {\displaystyle {\bar {h_{t}}}^{\beta }} — внешний эффект от среднего уровня образования в экономике, {\displaystyle 0<\beta <1}, {\displaystyle \alpha } — эластичность выпуска по физическому капиталу, {\displaystyle 0<\alpha <1}, {\displaystyle H_{t}} — совокупный запас человеческого капитала, {\displaystyle H_{t}=h_{t}L_{t}},
где {\displaystyle L_{t}} — население равное в модели трудовым ресурсам, {\displaystyle L=L_{0}e^{nt}}, {\displaystyle n=const}, {\displaystyle h_{t}} — уровень квалификации работников.
Для человеческого и физического капиталов выполняются условия отсутствия схемы Понци (финансовой пирамиды):
{\displaystyle \lim _{t\to \infty }K_{t}e^{-\int \limits _{0}^{t}(r(\nu )-n)d\nu }\geq 0},
{\displaystyle \lim _{t\to \infty }h_{t}L_{t}e^{-\int \limits _{0}^{t}(r(\nu )-n)d\nu }\geq 0},
где {\displaystyle r} — ставка процента в экономике.
Индивид предлагает одну единицу труда (предложение труда неэластично) и получает натуральную заработную плату (в единицах товара). Функция полезности бесконечно живущего индивида-потребителя {\displaystyle u(c_{t})} является сепарабельной, то есть потребление прошлых и будущих периодов не влияют на текущую полезность, влияет только потребление текущего периода. Она удовлетворяет условиям {\displaystyle u'(c)>0,u''(c)<0} и условиям Инады (при потреблении, стремящемся к нулю, предельная полезность стремится к бесконечности, при потреблении, стремящемся к бесконечности, предельная полезность стремится к нулю): {\displaystyle \lim _{c\to 0}u'(c)=+\infty ;\lim _{c\to \infty }u'(c)=0}, а также обладает постоянной эластичностью замещения {\displaystyle {\frac {u''(c)}{u'(c)}}c=-\theta }, и имеет вид:
{\displaystyle U(c)=\int _{0}^{\infty }{\frac {c^{1-\theta }-1}{1-\theta }}e^{-(\rho -n)t}dt},
где {\displaystyle \rho } — коэффициент межвременного предпочтения потребителя, {\displaystyle \rho >0,\rho =const}.
Сектор образования описывается следующим уравнением:
{\displaystyle {\dot {h}}=\gamma (1-u)h_{t}},
где {\displaystyle {\dot {h}}} — производная уровня квалификации по времени, {\displaystyle (1-u)} — доля населения, занятого повышением квалификации, {\displaystyle \gamma } — коэффициент производительности сектора образования, {\displaystyle \gamma >0}, {\displaystyle \gamma =const}.

### Решение индивида об уровне образования
Индивидуум принимает решение об уровне образования исходя из максимизации своего дохода {\displaystyle z}:
{\displaystyle z=\int _{S}^{N}h(S)w_{t}e^{-rt}dt=\int _{S}^{N}e^{\gamma S+g_{w}t-rt}dt={\frac {e^{\gamma S+g_{t}N-rN}-e^{\gamma S+g_{w}S-rS}}{g_{w}-r}}\to max},
где {\displaystyle N} — общий объём времени экономического агента, {\displaystyle S} — время, потраченное на обучение, {\displaystyle h(S)=e^{\gamma S}} — уровень образования индивида исходя из предпосылки {\displaystyle {\dot {h}}=\gamma (1-u)h_{t}}, {\displaystyle w_{t}=e^{g_{w}t}}— уровень заработной платы, где {\displaystyle g_{w}={\frac {\dot {w}}{w}}} — темп роста заработной платы, {\displaystyle g_{w}<r}.
Условие максимума:
{\displaystyle {\frac {\partial z}{\partial S}}={\frac {\gamma e^{\gamma S+g_{w}N-rN}-(\gamma +g_{w}-r)e^{\gamma S+g_{w}S-rS}}{g_{w}-r}}=0},
Решение этого уравнения в виде оптимального времени обучения {\displaystyle S^{*}} выглядит следующим образом:
{\displaystyle S^{*}=N-{\frac {1}{(g_{w}-r)}}ln(1+{\frac {g_{w}-r}{\gamma }})}
Если принять дополнительную предпосылку о том, что экономический агент тратит на учёбу значительно меньшую часть своей жизни, чем на работу ({\displaystyle N>>S}), или же, по аналогии с моделью пересекающихся поколений, считая, что человеческий капитал передается по наследству, а альтруистические связи между поколениями делают поведение домохозяйства аналогичным поведению бесконечно живущего индивида ({\displaystyle N\to \infty }), мы получаем, что:
{\displaystyle -{\frac {\gamma }{g_{w}-r}}=1\Rightarrow r=\gamma +g_{w}}.

### Задача потребителя и общее экономическое равновесие
Задача потребителя в модели заключается в максимизации полезности при условии ограничений на темп роста капитала и на темп роста квалификации работников. Отдельный индивидуум в условиях совершенной конкуренции не влияет на средний уровень образования в экономике, потому в конкурентном равновесии {\displaystyle {\frac {\partial {\bar {h_{t}}}}{\partial {h_{it}}}}=0}.
{\displaystyle U(c)\to \max }
при условиях:
{\displaystyle {\dot {K}}=I_{t}=Y_{t}-C_{t}=AK_{t}^{\alpha }(uh_{t}L_{t})^{1-\alpha }{\bar {h}}_{t}^{\beta }-cL_{t}},
{\displaystyle {\dot {h}}=\gamma (1-u)h_{t}},
{\displaystyle \lim _{t\to \infty }K_{t}e^{-\int \limits _{0}^{t}(r(\nu )-n)d\nu }\geq 0},
{\displaystyle \lim _{t\to \infty }h_{t}L_{t}e^{-\int \limits _{0}^{t}(r(\nu )-n)d\nu }\geq 0},
где {\displaystyle {\dot {K}}} — производная запаса капитала по времени.
Для поиска равновесия составляется функция Гамильтона и находится её максимум при помощи принципа максимума Понтрягина.
Функция Гамильтона выглядит следующим образом:
{\displaystyle J={\frac {c^{1-\theta }-1}{1-\theta }}e^{-(\rho -n)t}L_{t}+\lambda _{t}(AK_{t}^{\alpha }(uh_{t}L)^{1-\alpha }{\bar {h_{t}}}^{\beta }-cL_{t})+\mu _{t}\gamma (1-u)h_{t}}.
Условия максимума первого порядка:
{\displaystyle {\frac {\partial J}{\partial c}}=L_{t}(c^{-\theta }e^{-(\rho -n)t}-\lambda _{t})=0},
{\displaystyle {\frac {\partial {J}}{\partial u}}=\lambda _{t}AK_{t}^{\alpha }u^{-\alpha }(h_{t}L_{t})^{1-\alpha }{\bar {h_{t}}}^{\beta }-\mu _{t}\gamma h_{t}=0}.
Фазовые координаты (сопряжённые уравнения):
{\displaystyle {\frac {\partial J}{\partial K}}=\lambda _{t}\alpha AK_{t}^{\alpha -1}(uh_{t}L_{t})^{1-\alpha }{\bar {h_{t}}}^{\beta }=-{\dot {\lambda }}},
{\displaystyle {\frac {\partial J}{\partial h}}=\lambda _{t}(1-\alpha )K_{t}^{\alpha }(uL_{t})^{1-\alpha }h_{t}^{-\alpha }{\bar {h_{t}}}^{\beta }-\mu _{t}\gamma (1-u)=-{\dot {\mu }}},
где {\displaystyle {\dot {\lambda }}} и {\displaystyle {\dot {\mu }}} — производные {\displaystyle \lambda } и {\displaystyle \mu } по времени.
Условия трансверсальности (при невыполнении которых найденное решение может оказаться не максимумом, а седловой точкой) совпадают с ограничением на отсутствие схемы Понци: {\displaystyle \lim _{t\to \infty }\lambda _{t}K_{t}=0} и {\displaystyle \lim _{t\to \infty }\mu _{t}h_{t}L_{t}=0}, где {\displaystyle \lambda _{t}} представляет собой теневую цену физического капитала, a {\displaystyle \mu _{t}} — теневую цену человеческого капитала (теневые цены учитывают внешние эффекты в стоимости товаров, если фирмы и потребители принимают решения в соответствии со структурой цен, пропорциональной теневой, то в экономике достигается оптимальное по Парето состояние).
Искомый равновесный темп роста выпуска {\displaystyle g_{Y}^{*}={\frac {\dot {Y}}{Y}}} и потребления {\displaystyle g_{C}^{*}={\frac {\dot {C}}{C}}} имеет следующий вид:
{\displaystyle g_{C}^{*}=g_{Y}^{*}={\frac {(\gamma -\rho +n)(1-\alpha +\beta )}{\theta (1-\alpha )-(1-\theta )\beta }}+n}.
Темп роста выпуска на душу населения {\displaystyle g_{y}^{*}={\frac {\dot {y}}{y}}} и потребления и потребления на душу населения {\displaystyle g_{c}^{*}={\frac {\dot {c}}{c}}} имеет следующий вид:
{\displaystyle g_{c}^{*}=g_{y}^{*}={\frac {(\gamma -\rho +n)(1-\alpha +\beta )}{\theta (1-\alpha )-(1-\theta )\beta }}}.
Равновесный темп роста заработной в модели платы {\displaystyle g_{w}^{*}} имеет вид:
{\displaystyle g_{w}^{*}={\frac {(\gamma -\rho +n)\beta }{\theta (1-\alpha )-(1-\theta )\beta }}}.

### Оптимальное экономическое равновесие
Поскольку в модели присутствуют внешние эффекты, которые не учитываются потребителями при принятии решения об уровне образования ({\displaystyle {\frac {\partial {\bar {h_{t}}}}{\partial {h_{it}}}}=0}), то децентрализованное равновесие не является оптимальным. Потому в модели при централизованном планировании можно достичь более высокого уровня потребления {\displaystyle c}. При централизованном планировании {\displaystyle {\bar {h_{t}}}=h_{t}}, и задача централизованного планирования выглядит следующим образом.
{\displaystyle U(c)\to \max }
При условиях:
{\displaystyle {\dot {K}}=I_{t}=Y_{t}-C_{t}=AK_{t}^{\alpha }(uh_{t}L_{t})^{1-\alpha }h_{t}^{\beta }-cL_{t}},
{\displaystyle {\dot {h}}=\gamma (1-u)h_{t}},
{\displaystyle \lim _{t\to \infty }K_{t}e^{-\int \limits _{0}^{t}(r(\nu )-n)d\nu }\geq 0},
{\displaystyle \lim _{t\to \infty }h_{t}L_{t}e^{-\int \limits _{0}^{t}(r(\nu )-n)d\nu }\geq 0}.
Для поиска равновесия составляется функция Гамильтона и находится её максимум при помощи принципа максимума Понтрягина.
Функция Гамильтона выглядит следующим образом:
{\displaystyle {\hat {J}}={\frac {c^{1-\theta }-1}{1-\theta }}e^{-(\rho -n)t}L_{t}+\lambda _{t}(AK_{t}^{\alpha }(uh_{t}L_{t})^{1-\alpha }h_{t}^{\beta }-cL_{t})+\mu _{t}\gamma (1-u)h_{t}}.
Условия максимума первого порядка:
{\displaystyle {\frac {\partial {\hat {J}}}{\partial c}}=L_{t}(c^{-\theta }e^{-(\rho -n)t}-\lambda _{t})=0},
{\displaystyle {\frac {\partial {\hat {J}}}{\partial u}}=\lambda _{t}AK_{t}^{\alpha }u^{-\alpha }(h_{t}L_{t})^{1-\alpha }h_{t}^{\beta }-\mu \gamma h_{t}=0}.
Фазовые координаты (сопряжённые уравнения):
{\displaystyle {\frac {\partial {\hat {J}}}{\partial K}}=\lambda _{t}\alpha AK_{t}^{\alpha -1}(uh_{t}L_{t})^{1-\alpha }h_{t}^{\beta }=-{\dot {\lambda }}},
{\displaystyle {\frac {\partial {\hat {J}}}{\partial h}}=\lambda _{t}(1+\beta -\alpha )K_{t}^{\alpha }(uL_{t})^{1-\alpha }h_{t}^{\beta -\alpha }-\mu _{t}\gamma (1-u)=-{\dot {\mu }}},
где {\displaystyle {\dot {\lambda }}} и {\displaystyle {\dot {\mu }}} — производные {\displaystyle \lambda } и {\displaystyle \mu } по времени.
Условия трансверсальности: {\displaystyle \lim _{t\to \infty }\lambda _{t}K_{t}=0} и {\displaystyle \lim _{t\to \infty }\mu _{t}h_{t}L=0}, где {\displaystyle \lambda _{t}} представляет собой теневую цену физического капитала, a {\displaystyle \mu _{t}} — теневую цену человеческого капитала.
Искомый равновесный темп оптимальный роста выпуска {\displaystyle g_{Y}^{**}={\biggl (}{\frac {\dot {Y}}{Y}}{\biggr )}_{opt}} и потребления {\displaystyle {\displaystyle g_{C}^{**}={\biggl (}{\frac {\dot {C}}{C}}{\biggr )}_{opt}}} имеет следующий вид:
{\displaystyle g_{C}^{**}=g_{Y}^{**}={\frac {1}{\theta }}{\biggl (}\gamma {\frac {1-\alpha +\beta }{1-\alpha }}-\rho +n{\biggr )}+n}.
Темп роста выпуска на душу населения {\displaystyle g_{y}^{**}={\biggl (}{\frac {\dot {y}}{y}}{\biggr )}_{opt}} и потребления и потребления на душу населения {\displaystyle g_{c}^{**}={\biggl (}{\frac {\dot {c}}{c}}{\biggr )}_{opt}} имеет следующий вид:
{\displaystyle g_{c}^{**}=g_{y}^{**}={\frac {1}{\theta }}{\biggl (}\gamma {\frac {1-\alpha +\beta }{1-\alpha }}-\rho +n{\biggr )}}.
Ставка процента {\displaystyle r^{**}}, соответствующая оптимальным темпам роста, имеет следующий вид::
{\displaystyle r^{**}=\gamma {\frac {1-\alpha +\beta }{1-\alpha }}}.
Таким образом, темпы роста потребления выпуска и заработной платы в модели при централизованном планировании выше, чем при конкурентном равновесии. Однако при отсутствии внешнего эффекта от уровня образования (если {\displaystyle \beta =0}), темпы роста выпуска в централизованном и конкурентном состоянии совпадают и равны:{\displaystyle g_{C}=g_{Y}={\frac {1}{\theta }}(\gamma -\rho +n)+n}, а заработная плата не растет ({\displaystyle g_{w}=0}), и модель превращается в полный аналог изначальной модели Удзавы.

### Влияние государственной политики на равновесие в модели

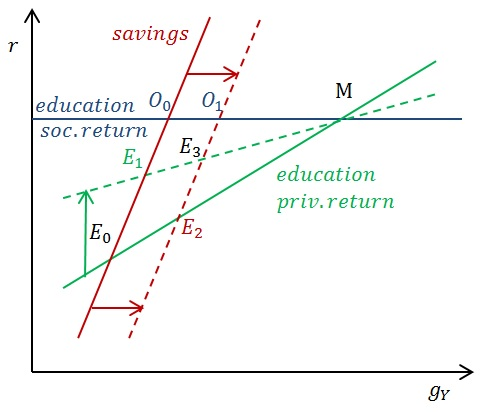
Модель Узавы-Лукаса, равновесие и государственная политика

Графически равновесие в модели показано на иллюстрации. Синяя линия показывает общую отдачу от образования для экономики ({\displaystyle r^{**}}). Зелёная линия показывает отдачу от образования для отдельного индивида. Красная линия обозначает финансовые ограничения индивида (сбережения). Точка {\displaystyle E_{0}} — пересечение финансовых ограничений и отдачи от образования для индивида, конкурентное равновесие. Точка {\displaystyle O_{0}} — пересечение финансовых ограничений и отдачи от образования для экономики, оптимальное (централизованное) равновесие. Точка {\displaystyle M} — пересечение персональной и социальной отдачи от образования, максимально возможные темпы роста при текущем уровне внешних эффектов от образования {\displaystyle \beta }. Для темпов роста, превышающих темпы в точке {\displaystyle M}, необходимо, чтобы отдача от образования для индивида превышала общую отдачу от образования для экономики, что при положительном внешнем эффекте от образования невозможно.
Государственная политика может влиять на равновесие двумя способами. Первый вариант — стимулирование образования. Увеличение расходов на образование делает его производительность {\displaystyle \gamma } выше, что сдвигает линию отдачи от образования для индивида (зелёную линию) вверх, равновесие сдвигается в точку {\displaystyle E_{1}}, приближая его к точке {\displaystyle O_{0}}: темпы роста {\displaystyle g_{Y}}и процентная ставка {\displaystyle r} вырастут. Оптимальное равновесие не меняется.
Второй вариант — поощрение сбережений (в том числе и через повышение их доходности). в этом случае линию финансовых ограничений (красную линию) индивида вправо, равновесие сдвигается в точку {\displaystyle E_{2}}: темпы роста {\displaystyle g_{Y}}и процентная ставка {\displaystyle r} вырастут. Однако оптимальное равновесие также изменится, оно сдвинется в точку {\displaystyle O_{1}}, приближаясь к точке {\displaystyle M}.
Возможно и одновременное применение обеих политик, тогда равновесие сдвинется в точку {\displaystyle E_{3}}, в которой темпы роста {\displaystyle g_{Y}}и процентная ставка {\displaystyle r} выше, чем в точках {\displaystyle E_{1}} и {\displaystyle E_{2}}.

## Преимущества, недостатки и дальнейшее развитие модели
Достоинством модели является то, что она, в отличие от более ранних моделей (модель Рамсея — Касса — Купманса, модель пересекающихся поколений) демонстрирует возможность устойчивого экономического роста без экзогенно задаваемых темпов научно-технического прогресса. Модель не была первой, в которой человеческий капитал интегрирован в производственную функцию, однако, в отличие от модели Менкью — Ромера — Вейла, экономический рост в модели является эндогенным. Он основывается на накоплении человеческого капитала {\displaystyle H_{t}} в форме повышения уровня образования, который усиливается внешними эффектами от распространения знаний в экономике. Таким образом, в модели Удзавы — Лукаса показано, что решения экономических агентов об уровне образования могут быть источником устойчивого экономического роста наряду с научно-техническим прогрессом, тем самым показав важность изучения человеческого капитала и внешних эффектов от него. Благодаря этому, модель привлекла внимание многих исследователей к зарождающейся теории эндогенного экономического роста.
Также как и модель обучения в процессе деятельности, модель Удзавы — Лукаса не предполагает ни абсолютной, ни условной конвергенции, так как темпы роста не падают с ростом объёма выпуска, а значит, в рамках её предпосылок бедные страны не могут догнать богатые. Это более реалистичный вывод, чем у моделей Солоу и Рамсея — Касса — Купманса, предполагавших, что при одинаковых структурных параметрах, бедные страны должны догонять богатые. В большинстве случаев бедные страны действительно не могут догнать богатые, хотя единичные примеры таких стран известны (японское экономическое чудо, корейское экономическое чудо). Более того, в модели обучения в процессе деятельности различия, существующие между странами, со временем только нарастают, а значит, бедные страны не только не могут догнать богатые, но и всё больше отстают от них. Такой вывод представляется чрезмерно пессимистичным по отношению к развивающимся странам и эмпирически не подтверждается.
В отличие от модели обучения в процессе деятельности, устойчивые темпы роста в модели Удзавы — Лукаса не зависят от масштаба экономики {\displaystyle L_{t}}, что является более реалистичным выводам, поскольку в ряде исследований было показано, что большие страны не растут быстрее малых. Например, Чарльз Джонс показал, что такая предпосылка не соответствует эмпирическим данным. В своей работе Джонс предложил модель, объясняющую полученные результаты, являющуюся упрощённой модификацией модели растущего разнообразия товаров. 
Вместе с тем, эмпирические исследования показали очень слабое влияние внешних эффектов от человеческого капитала на совокупный выпуск (исследования Дж. Рауча, Д. Аджемоглу и Дж. Ангриста, Э. Дюфло, Э. Моретти, А. Чикконе и Дж. Пери). Потому, модель не дала исчерпывающего ответа на вопрос о причинах экономического роста, хотя и внесла вклад в их понимание.